# Turritella terebra
Turritella terebra (denominada, em inglês, screw turritella, screw turret, screw shell ou auger screw shell; com "screw", na tradução para o português, significando "parafuso") é uma espécie de molusco gastrópode marinho do Indo-Pacífico, pertencente à família Turritellidae. Foi classificada por Carolus Linnaeus, em 1758, e nomeada Turbo terebra, sendo a espécie-tipo de seu gênero (Turritella). Sua denominação de espécie, terebra, está relacionada ao principal gênero da família Terebridae.

## Descrição da concha e hábitos
Concha com 16 até 17 centímetros de comprimento (comprimento comum: 15 centímetros); com espiral alta e elegante, de cerca de 25 voltas arredondadas, geralmente castanha a castanha escura (às vezes quase branca); dotada de seis sulcos espirais elevados, bem desenvolvidos, e cordões finos nos interstícios; além de quatro cristas espirais na base. Lábio externo arredondado, moderadamente oval.

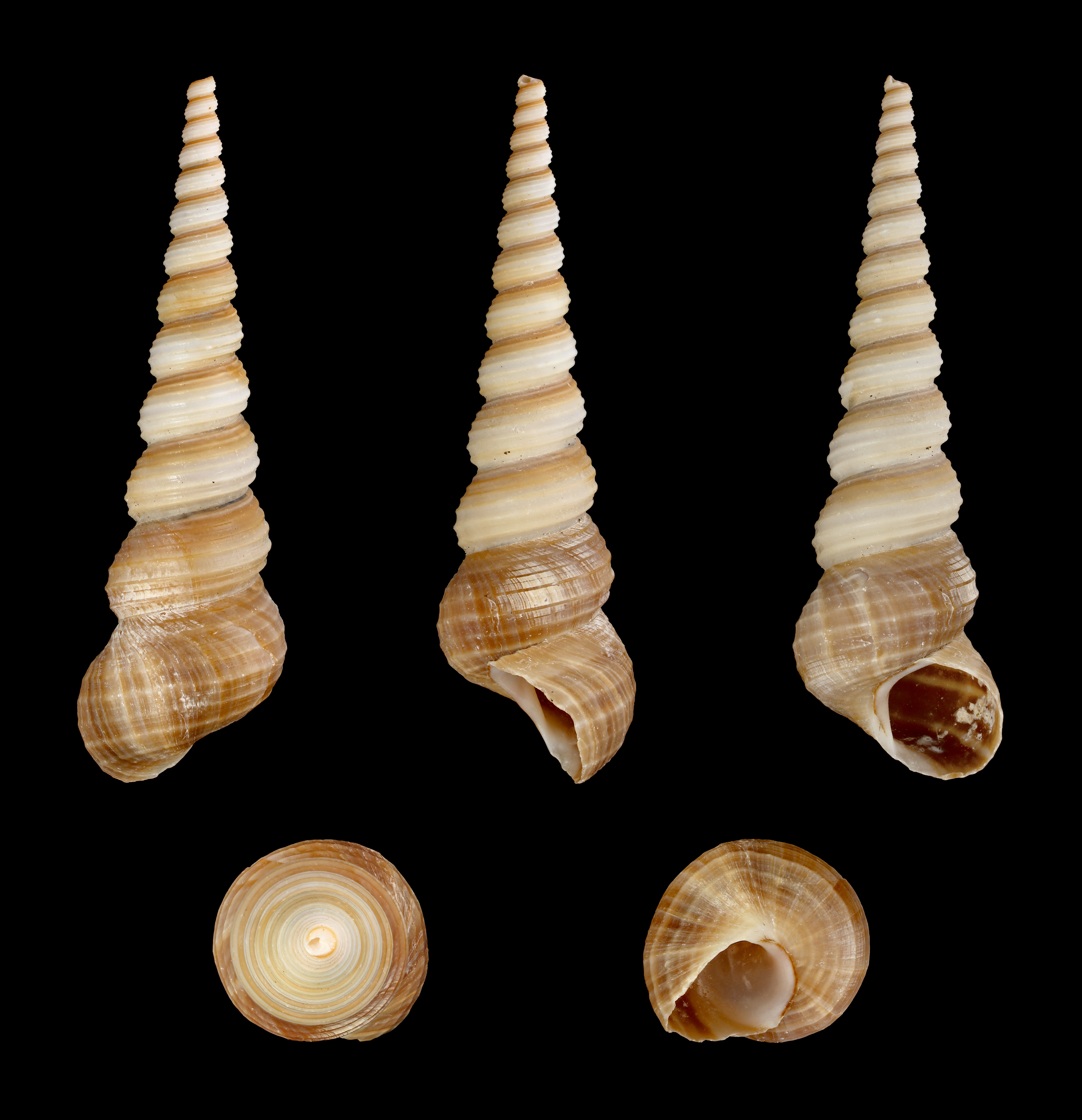
Cinco vistas da concha de T. terebra (Linnaeus, 1758). Geralmente o ápice de sua espiral se apresenta danificado.

É encontrada em águas rasas da zona nerítica até os 30 metros de profundidade, principalmente em bentos com areia e lodo.

## Distribuição geográfica e uso
Turritella terebra ocorre no Indo-Pacífico e Pacífico Ocidental, incluindo o arquipélago das Filipinas e norte da Austrália (da África Oriental e mar Vermelho até a Melanésia, Taiwan e costa central de Queensland). É comumente coletada no Pacífico Ocidental pelo valor de sua concha para o colecionismo.[carece de fontes?]